# Rick Cuttell
Rick Cuttell, född 14 januari 1950, är en friidrottare från Kanada. Han deltog vid olympiska sommarspelen 1972.